# Eric Ly
Eric Thich Vi Ly (sinh ngày 15 tháng 1 năm 1969) là một doanh nhân và nhà đầu tư người Mỹ gốc Việt. Ly là đồng sáng lập của LinkedIn, một trang web mạng xã hội được thiết kế dành riêng cho cộng đồng doanh nghiệp, nơi ông đóng vai trò là giám đốc công nghệ. Ông hiện là CEO và người sáng lập của Hub giao thức tin cậy dựa trên blockchain.